# María Méndez
María Méndez Fernández (Oviedo, España; 10 de abril de 2001) es una futbolista española que juega como defensa en el Real Madrid Club de Fútbol de la Primera División de España desde 2024.

## Carrera

### Oviedo Moderno/Real Oviedo: (2014/2019)
María Méndez comenzó a jugar en los equipos de formación del Oviedo Moderno a los 13 años y hasta ascender al filial. A los 15 años debutó con la Selección Absoluta del Oviedo y para la temporada 2016-17 dio el salto al primer equipo, que descendió a Segunda División en la temporada anterior. En esta época, María Méndez empezó a jugar como centrocampista, posición donde continuaría jugando antes de marcharse al Deportivo de La Coruña.
En la temporada 2017-18, María Méndez quedó primera en el Grupo 1 de la Segunda División con el Real Oviedo y en los playoffs de ascenso a la Primera División, fueron eliminados 1-2 en el global por el EdF Logroño. Después de que María Méndez ganara la Copa Mundial Femenina Sub-17 de la FIFA 2018 con España fue homenajeada en el Estadio Carlos Tartiere y el Real Oviedo emitió un comunicado nombrándola como una "leyenda del club".
Mientras estuvo en el Real Oviedo, María  Méndez recibió el apodo de "Pecas". Posteriormente en su etapa en el Real Oviedo, María Méndez se convirtió en una de las capitanas del club.

## Estadísticas

### España
| País   | Año   | Part. | Goles |
| ------ | ----- | ----- | ----- |
| España | 2022  | 1     | 0     |
| España | 2023  | 3     | 1     |
| España | 2024  | 2     | 1     |
| Total  | Total | 6     | 2     |

| N.º | Fecha                 | Lugar                              | Rival           | Marcador | Resultado | Competición                                  |
| --- | --------------------- | ---------------------------------- | --------------- | -------- | --------- | -------------------------------------------- |
| 1   | 31 de octubre de 2023 | Letzigrund, Zürich, Suiza          | Suiza           | 3–0      | 7–1       | UEFA Women's Nations League 2023/24          |
| 2   | 9 de abril de 2024    | Estadio El Plantío, Burgos, España | República Checa | 1–1      | 3–1       | Fase de clasificación UEFA Women's Euro 2025 |

## Palmarés
Real Oviedo
- Segunda División, Grupo I: 2017–18

España sub-17
- UEFA Euro Femenina sub-17: 2018
- FIFA Mundial Femenino sub-17: 2018

España
- UEFA Nations League Femenina: 2023–24[2]